# عبد الجبار داود البصري
عبد الجبار داود البصري (1930 - 26 سبتمبر 2002) شاعر وروائي عراقي. ولد بالمطيحة في البصرة ونشأ بها ونال شهادة البكالوريوس في القانون من الجامعة المستنصرية وعمل في التعليم بين عامي 1951 و 1962 وعمل في عدد من المؤسسات الثقافية مثل: مديرية إرشاد المنطقة الجنوبية سنة 1963 وفصل من الوظيفة سنة 1964 وأُعيد إليها محرراً في مجلة الأقلام ورئيساً لتحريرها. وعمل مديراً للتأليف والنشر وسكرتيراًَ لمهرجان المربد الشعري وسكرتيراً لـ«جائزة صدام للآداب» و عُيٌن مستشاراً في دار الشؤون الثقافية. توفي في بغداد. له عدة مؤلفات في النقد الأدبي والشعر والقصص، من مجموعاته الشعرية ديوان طريق أبي الخصيب ومن رواياته السهام غير المرئية. 

## سيرته
ولد سنة 1930 في البصرة، قضاء أبي الخصيب، قرية المطيحة وهي تقع في أقاصي نهر السراجي. درس في الدار المعلمين الابتدائية ثم الاعدادية. عُيِّن معلماً في مدرسة المربد الابتدائية من سنة 1951 حتى 1959، ومدير مدرسة القطعة الابتدائية في السبية سنة 1960، ومدير إرشاد المنطقة الجنوبية سنة 193، وملاحظ في مديرية الفنون والثقافة الشعبية، مجلة بغداد ومجلة الأقلام سنة 1965 - 1967. 

نتمى بحكم عمله إلى نقابة المعلمين العراقية وساهم في تأسيس نادي اللواء البصرة وتولّى المحاسبة فيه وعضو في جمعية الكاتب والمؤلفين.
توفي في بغداد في 26 سبتمبر 2002.

## شعره
يميل إلى كل ما هو جديد في الأدب والفن دون أن يتحيّز له ضد القديم ودون أن يقطع أواصر اللُّقيا بين الأمس واليوم. ويرى أن كل الأنماط الثقافية والقيَم العليا الموروثة تتعرض في عصره لامتحان عسير.

## مؤلفاته
- ديوان طريق أبي الخصيب، سنة 1956.
- مختارات من الشعر البصري الحديث، 1957.
- بدر شاكر السياب رائد الشعر الحر، 1966.
- القمح والعوسج، 1967.
- شيء من التراث 1968،
- مقال في الشعر العراقي الحديث 1969،
- الأدب التكاملي 1970،
- نازك الملائكة 1971،
- ساعات بين التراث والمعاصرة 1978،
- التنمية الثقافية في العراق 1985.
- السهام غير المرئية، رواية.
- موسيقى الطين، رواية.
- أنشودة الطير الذهبي، رواية.
- لم تعد الرصاصة في صدري، رواية.
- إرادة الحياة، رواية.

## وصلات خارجية
- عبد الجبار داود البصري في «أرشيف المجلات»